# Albin Stenroos
Oskar Albinus ("Albin") Stenroos - (25 de febrero de 1889 en Vehmaa, Finlandia; † 30 de abril de 1971 en Helsinki). Atleta finlandés especialista en pruebas de larga distancia y ganador de la prueba de maratón en los Juegos Olímpicos de París 1924.
Fue uno de los miembros de la generaración de atletas finlandeses que dominaron las pruebas de media y larga distancia en los años 20, y a los que se conoce como los Finlandeses Voladores ("Flying Finns"), tales como Paavo Nurmi, Hannes Kolehmainen, Ville Ritola o el propio Stenroos.

## Inicios
Participó en su primera maratón en 1909, siendo tercero en los campeonatos nacionales de Finlandia. Sin embargo en los años siguientes se concentró en distancias más cortas, y no volvería a correr una maratón hasta 1924.
Comenzó a hacerse un corredor famoso en su país en 1910, cuando se proclamó campeón nacional de los 10 000 metros. En los Juegos Olímpicos de Estocolmo 1912 logró la medalla de bronce en los 10 000 metros con una marca de 32:21,8 a más de un minuto del vencedor, su compatriota Hannes Kolehmainen (31:20,8), que por esta época era la gran estrella de las pruebas de fondo. Stenroos también participó en la prueba de campo a través, ganada por Kolehmainen de nuevo, y donde él ocupó la 6.ª posición, aunque los finlandeses acabaron segundos por equipos tras los suecos, por lo que sumó una nueva medalla.
En los años siguientes continuó siendo uno de los mejores fondistas del mundo, aunque la Primera Guerra Mundial hizo que se suspendieran los Juegos Olímpicos de 1916, donde tenía grandes opciones de medalla. Tras no conseguir plaza en el equipo finlandés para los Juegos Olímpicos de Amberes 1920, estuvo un tiempo alejado de las pistas.

## París 1924
Ya con 35 años cumplidos, decidió participar en la maratón en los Juegos Olímpicos de París 1924, pese a no haber corrido esa distancia desde hacía quince años. La gran cantidad y calidad de atletas finlandeses que había en esta época en los 5.000 y 10 000 metros, hizo que viera más opciones de conseguir algún éxito en la prueba de maratón. El 18 de mayo logró su clasificación para los Juegos en los campeonatos de su país.
La maratón olímpica se celebró el día 13 de julio en las afueras de París, con 58 participantes representando a 20 países. El fuerte calor reinante hizo especialmente dura la prueba. Stenroos se mantuvo desde el inicio en las primeras posiciones, y a partir del kilómetro 19 se escapó definitivamente, yéndose en solitario y ampliando cada vez más su ventaja. Finalmente ganó la prueba con 2h 41:22. A seis minutos llegaría el segundo clasificado, el italiano Romeo Bertini (2h 47:19), mientras que tercero fue el estadounidense Clarence DeMar (2h 48:14)
Tras los Juegos destacó la segunda posición que obtuvo en la Maratón de Boston de 1926. Se retiró del atletismo al año siguiente.

## Marcas personales
- 1.500 metros - 4:10,5 (Turku, 30 Jun 1912)
- 5.000 metros - 15:24,0 (Turku, 3 Jul 1915)
- 10.000 metros - 32:21,8 (Estocolmo, 8 Jul 1912)
- Maratón - 2h 41:22 (París, 13 Jul 1924)

| Predecesor: Hannes Kolehmainen | Campeón Olímpico de maratón París 1924 | Sucesor: Boughera El Ouafi |

- Datos: Q454104
- Multimedia: Albin Stenroos / Q454104